# Equisetum fluviatile
Equisetum fluviatile L. è una felce acquatica appartenente alla famiglia delle Equisetaceae.

## Morfologia
È una pianta erbacea perenne (rizomatosa) che cresce fino a 100 cm di altezza. Il fusto è cavo, con nodi dai quali si dipartono sottili ramificazioni, con guaine fogliari lunghe fino ad un centimetro. 
L'equiseto d'acqua ha la più grande cavità centrale tra gli equiseti, con l'80% del diametro del fusto tipicamente cavo.
Si riproduce sia per via sessuale (attraverso le spore) sia preferenzialmente per via vegetativa (attraverso i rizomi). I fusti fertili (ovvero quelli che portano gli sporangi al cui interno vengono prodotte le spore) compaio di norma ra maggio e agosto, terminano con spighe claviformi di sporofilli (le foglie modificate che portano gli sporangi), e spuntano prima dei fusti sterili che portano solo rami verticillati a funzione fotosintetica.

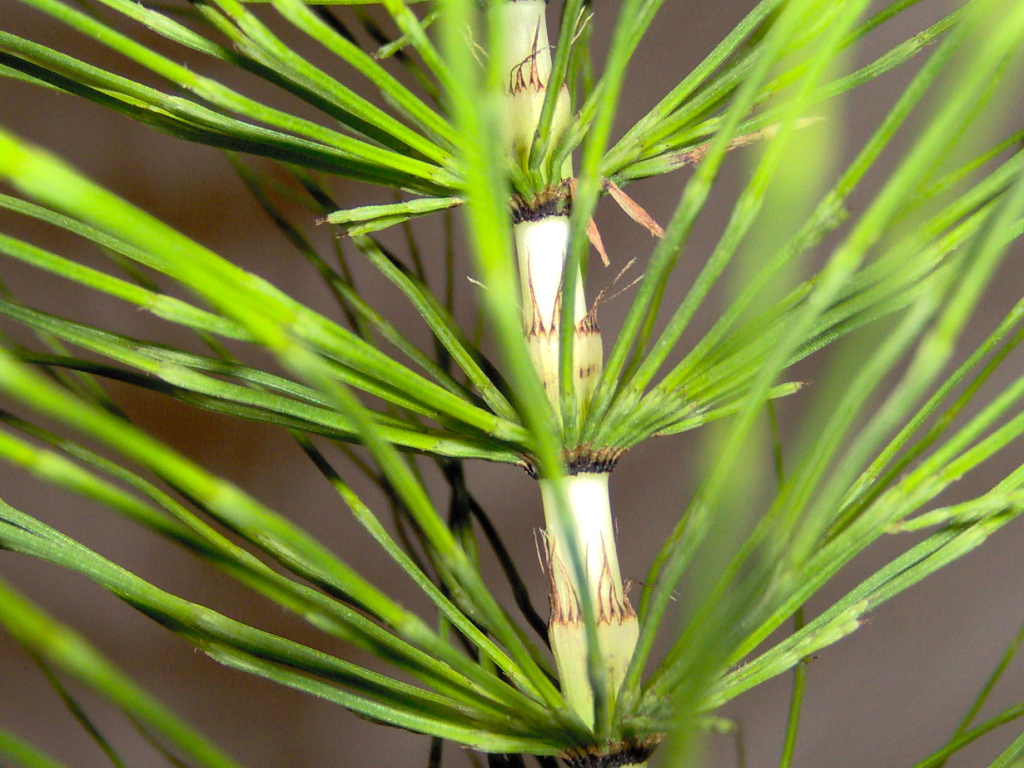
Particolare dell'Equiseto
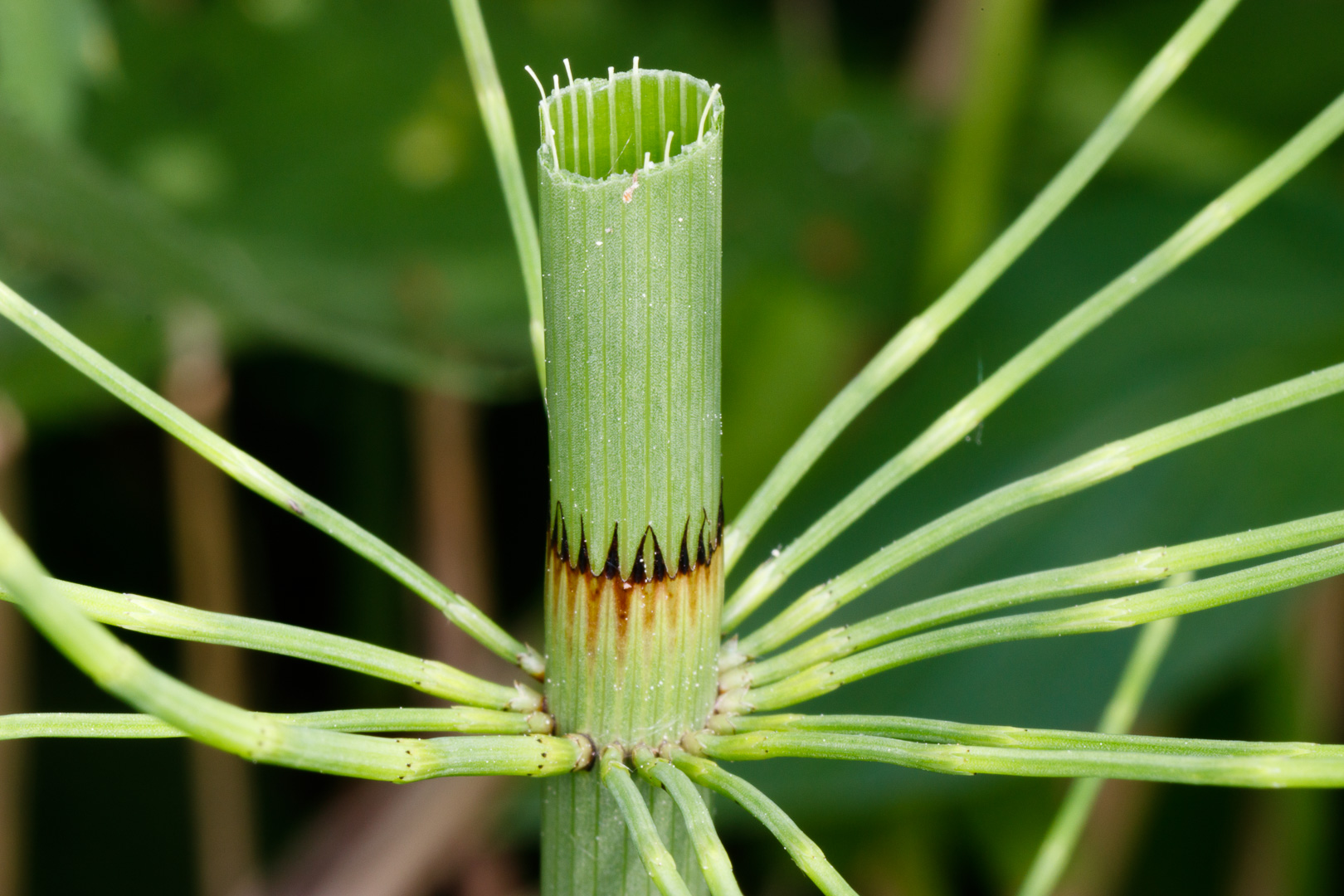
Equisetum fluviatile - fusto cavo tagliato per esporre la larga cavità centrale.

## Distribuzione e habitat
Cresce nelle acque stagnanti, lungo le risorgive, i bordi dei fossati.
è una specie a vasta distribuzione circumboreale. In Italia è presente in quasi tutte le regioni ad esclusione delle isole e di Puglia e Basilicata, in cui le poche segnalazioni note sono ritenute erronee.